# Ian Hart
Ian Hart, właśc. Ian Davies (ur. 8 października 1964 w Knotty Ash, dzielnicy Liverpoolu) – brytyjski aktor teatralny, filmowy i telewizyjny. Znany głównie z roli Profesora Quirrella w filmie Harry Potter i Kamień Filozoficzny.

## Filmografia

### Filmy fabularne
- 1983: One Summer (TV) jako Rabbit
- 1994: Backbeat jako John Lennon
- 1995: Ziemia i wolność (Land and Freedom) jako David Carr
- 1995: O Angliku, który wszedł na wzgórze, a zszedł z góry (The Englishman Who Went Up a Hill But Came Down a Mountain) jako Johnny Shellshocked
- 1996: Złoto na ulicy (Gold in the Streets) jako Des
- 1996: Michael Collins jako Joe O’Reilly
- 1996: Jak trzcina na wietrze (Hollow Reed) jako Tom Dixon
- 1997: Mojo jako Mickey
- 1997: Robinson Crusoe jako Daniel Defoe
- 1997: Chłopak rzeźnika (The Butcher Boy) jako wujek Alo
- 1998: Inna Beatrycze (B. Monkey) jako Steve Davis
- 1998: Wróg publiczny (Enemy of the State) jako detektyw John Bingham
- 1998: Żaby za węże (Frogs for Snakes) jako Quint
- 1998:  Pętla (Snitch) jako Mouse
- 1999: Tegoroczna miłość (This Year’s Love) jako Liam
- 1999: Bait (film krótkometrażowy) jako Tato
- 1999: Koniec romansu (The End of the Affair) jako pan Parkis
- 1999: Wonderland jako Dan
- 2000:  Best – najlepszy z najlepszych (Best) jako Nobby Stiles
- 2000: Mały Liam (Liam) jako Tato
- 2000: Ogłoszenie (The Closer You Get) jako Kieran
- 2000: Aberdeen jako Clive
- 2001: Tylko Sinatra (Strictly Sinatra) jako Tony Cocozza
- 2001: Harry Potter i Kamień Filozoficzny (Harry Potter and the Sorcerer's Stone) jako Kwiryniusz Quirrell
- 2002: Urok mordercy (Killing Me Softly) jako oficer policji
- 2002: Pies Baskerville’ów (The Hound of the Baskervilles, TV) jako Doktor Watson
- 2002: Dad's Dead (film krótkometrażowy TV) jako narrator
- 2003: Drugie oblicze (Den of Lions) jako Rob Shepard
- 2003: Cheeky jako Alan
- 2003: Eroica (TV) jako Ludwig van Beethoven
- 2004: Every Seven Years (film krótkometrażowy) jako Liam
- 2004: Sherlock Holmes i sprawa jedwabnej pończochy (Sherlock Holmes and the Case of the Silk Stocking) jako dr John Watson
- 2004: Marzyciel (Finding Neverland) jako Sir Arthur Conan Doyle
- 2004: Zemsta Hebalończyka (Strings) jako Ghrak (głos)
- 2005: Tristram Shandy: Wielka ściema (A Cock and Bull Story) jako Joe
- 2005: Podstępny Ripley jako Bernard Sayles
- 2005: Śniadanie na Plutonie (Breakfast on Pluto) jako PC Wallis
- 2006: Trigger Happy (film krótkometrażowy) jako mężczyzna
- 2007: Intervention jako Harry III Jr
- 2011: Harry Potter i Insygnia Śmierci: Część II jako Kwiryniusz Quirrell (materiały archiwalne)
- 2017: Piękny kraj (God's Own Country) jako Martin Saxby

### Seriale TV
- 2000: Długość geograficzna (Longitude) jako William Harrison
- 2005: The Virgin Queen jako William Cecil
- 2007–2008: Dirt jako Don Konkey
- 2011–2012: Luck jako Lonnie
- 2013: Bates Motel jako Will Decody
- 2013: Agenci T.A.R.C.Z.Y. jako dr Franklin Hall
- 2013–2015: My Mad Fat Diary jako dr Kester Gill
- 2014: The Bridge: Na granicy jako agent CIA Buckley / David Tate
- 2014: Zakazane imperium jako Ethan Thompson
- 2015-2020: Upadek królestwa jako Beocca
- 2016: Vinyl jako Peter Grant
- 2018: Terror jako Thomas Blanky
- 2018: Elementary jako profesor Baynes
- 2019: Urban Myths jako Hans Christian Andersen